# Tulalip

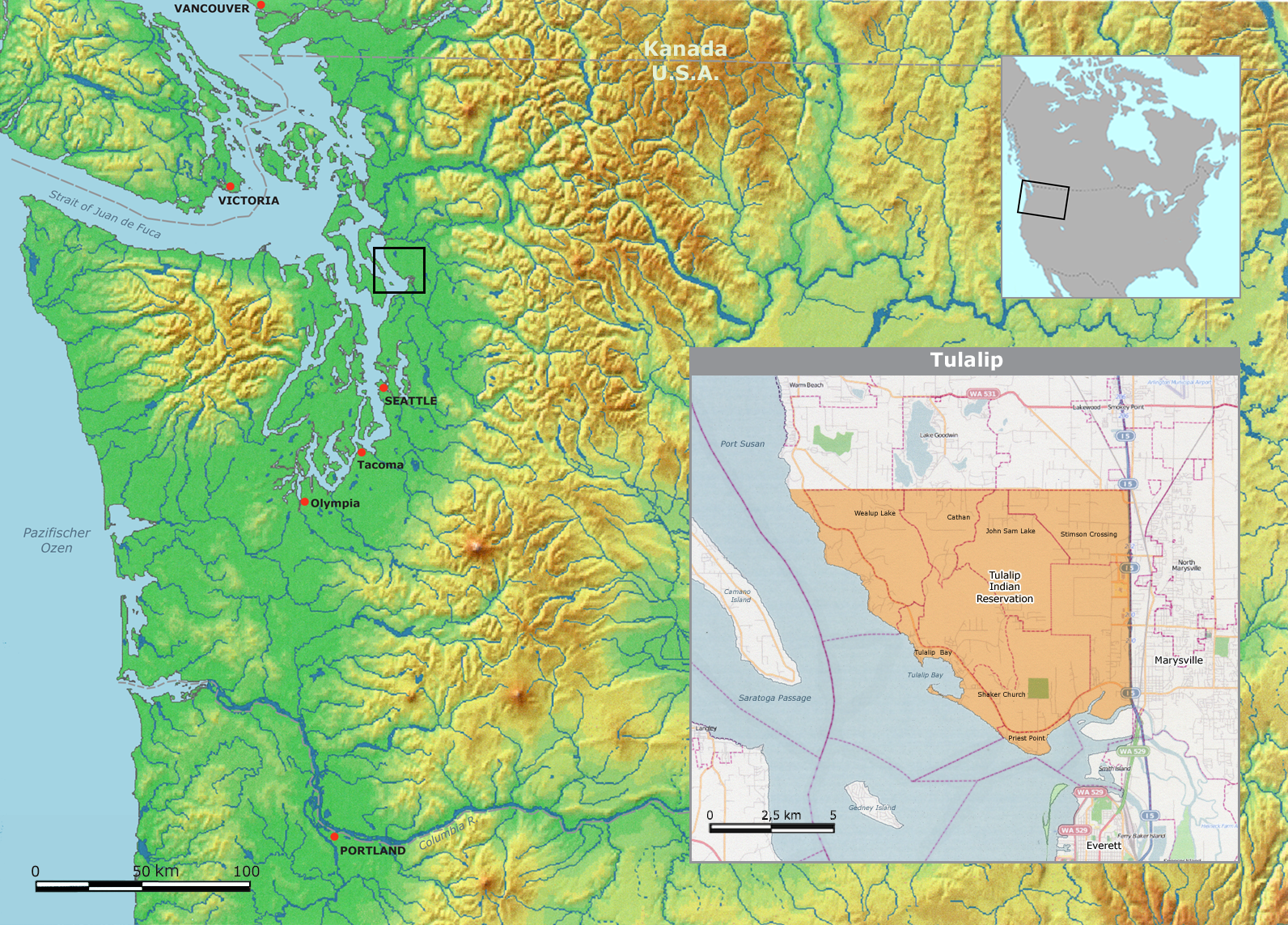
Heutiges Reservat der Tulalip im Nordwesten der USA

Die Tulalip (dxwlilap) sind ein im US-Bundesstaat Washington, nahe der kanadischen Grenze lebender indianischer Stamm. Die heutigen Tulalip sind Nachkommen verschiedener Stämme, wie der Snohomish, der Snoqualmie, der Skagit, der Sauk-Suiattle, Samish, Skykomish und Stillaguamish. Ihnen gemein ist die Sprache, das Lushootseed (dxwləšúcid), ein Dialekt der südwestlichen Küsten-Salish. Der Name bezeichnet eine „von Land eingeschlossene Bucht“.
Ihr Reservat bildet die westliche Hälfte der Marysville Tulalip Community östlich der Interstate 5, nördlich von Everett. Es grenzt im Süden an den Snohomish River, im Norden an die Fire Trail Road (146th) und im Westen an den Puget Sound. Der Stamm hat über 3.100 Mitglieder, 2000 lebten im Reservat insgesamt 9.246 Menschen. Bis 2004 stieg die Zahl der Stammesmitglieder auf 3.611.

## Geschichte
Wie alle Küsten-Salish, so lebten die Vorgänger der heutigen Tulalip vor allem vom Fisch, aber auch von Wild und den Erträgen der von Frauen bewerkstelligten Sammeltätigkeit.
Der ursprüngliche Stamm der Tulalip bestand aus einem der drei Clans der Twana, die an der Westseite des Hood Canal lebten. Ihr Hauptort Hebolb lag an der Mündung des Snohomish River. Saisonale Wanderungen in Abhängigkeit von Lachs, Wild und Vegetationszyklen führten dazu, dass nur im Winter feste Häuser bezogen wurden, die als Plankenhäuser bekannt sind.
Mit ihren Kanus betrieben sie einen weiträumigen Handel bis zum Puget Sound und zum Fraser River.

### Erste Kontakte mit Europäern
In den 1840er Jahren kamen die Tulalip unter den Einfluss von römisch-katholischen Missionaren. Nachdem Großbritannien und die USA sich 1846 auf den 49. Breitengrad als Grenze geeinigt hatten, begann eine anwachsende Zuwanderung in die Region. 22 Stämme unterzeichneten mit Washington einen Vertrag, von dem sie sich Schutz erhofften. Bereits 1857 kam Pater Eugène-Casimir Chirouse zu ihnen und richtete eine Missionsschule ein, 1858 kamen mehrere Schwestern aus Montreal, um auch die Mädchen zu unterrichten.
Gegen ihren Einfluss und den der amerikanischen Kultur wandte sich auf religiöser Ebene die 1881 gegründete und heftig bekämpfte Indian Shaker Church. Die 1923 errichtete örtliche Shaker-Kirche soll – obwohl im nationalen Register für bedeutende historische Stätten, dem National Register of Historic Places registriert – 2008 abgerissen und neu gebaut werden.

### Der Vertrag von Point Elliott
Der Vertrag von Point Elliott, der am 22. Januar 1855 geschlossen und vier Jahre später ratifiziert wurde, und der den neuen Stamm eigentlich erst aus verschiedenen Gruppen zusammenfügte, sah auch für die Tulalip die Einrichtung einer Reservation vor. Zunächst war sie 22.489,91 Acre (ca. 91 km²) groß und wurde durch eine Ausführungsverordnung (executive order) vom 23. Dezember 1873 auf 24.300 Acre (ca. 98,3 km²) vergrößert.
Der Stamm, dazu die o. g. Stämme, ging nicht so schnell zum Ackerbau über, wie es die Bundesregierung wünschte, sondern blieb bei seiner alten Lebensweise, die aus Fischen, Jagen und Sammeln bestand. Dies lag auch daran, dass das Gebiet sehr stark bewaldet und für Ackerbau wenig geeignet war. Viele mussten sich außerhalb des Reservats eine Arbeit suchen, um ihren Lebensunterhalt zu verdienen. Dank Casimir Chirouse, einem katholischen Missionar, wurden während der Pockenepidemie von 1862 wohl 400 Indianer geimpft und so sind bis August wohl nur drei von ihnen der Krankheit zum Opfer gefallen. Bei den Stämmen der Umgebung waren hingegen zahlreiche Opfer zu beklagen.
Die Verteilung des Landes erfolgte in der Tulalip Reservation zwischen 1883 und 1909, wobei viele Tulalip kein Land erwarben.
Im Laufe der 1880er Jahre versuchte die Regierung zunehmend, die Kinder der Indianer in Schulen außerhalb des Reservats zu unterweisen (in so genannten off-reservation boarding schools). Zunächst übernahmen die Missionare die Leitung, dann staatliche Stellen. Wer seine Kinder nicht dorthin schickte, wurde mit Erzwingungshaft bedroht. Die als Drillstätten fungierenden Schulen trennten Eltern und Kinder für je ein Schuljahr, verlangten den ausschließlichen Gebrauch von Englisch und verhinderten möglichst jede Übernahme der elterlichen Kultur. Traditioneller Unterricht wurde damit unmöglich, das Wissen der Elders konnte nicht mehr weitergegeben werden. Ab den 1920er Jahren konnten die Kinder Reservatsschulen besuchen und nach und nach eröffneten sich auch höhere Bildungsformen, wo bisher Landbau und einfache technische Berufe bevorzugt worden waren.

### Verfassung und Landbesitz
Mit dem Indian Reorganization Act von 1934, das die Autonomie der Stämme stärken sollte, erhielten auch die Tulalip eine Verfassung und Stammesgesetze. Sie wurden am 24. Januar 1936 anerkannt und am 3. Oktober ratifiziert. Das in indianischem Besitz befindliche Land hatte zum Teil Trust- oder eingeschränkten Status und war zum Teil in Stammesbesitz. In den 1970er Jahren war mehr als die Hälfte der Reservation an Nichtindianer verkauft (56,64 km²), ca. 18,5 km² waren in indianischem Besitz und 15,56 km² als Trustland in Stammesbesitz. 1985 zählte der Stamm 1.099 Mitglieder. Er stellte nie einen formalen Antrag der Rechtsnachfolge der in ihm aufgegangenen Stämme.
Im National Registry of Historic Places finden sich im Reservat allein drei Plätze: die Shaker Church, die katholische Saint Ann’s Church und das Tulalip Indian Agency Office.

### Reservat
Die Tulalip Indian Reservation liegt an der Port Susan Bay im westlichen Snohomish County, direkt an der Westgrenze der Stadt Marysville. Auf dem 91,325 km² großen Gebiet lebten entsprechend der Volkszählung von 2000 genau 9.246 Menschen. Der größte Ort im Reservat ist Tulalip Bay.
Im Reservat befinden sich außerdem folgende Communities: Cathan, John Sam Lake, Priest Point, Shaker Church, Stimson Crossing und Weallup Lake. Rund 1000 Nicht-Indianer leben im Reservat.

## Aktuelle Situation

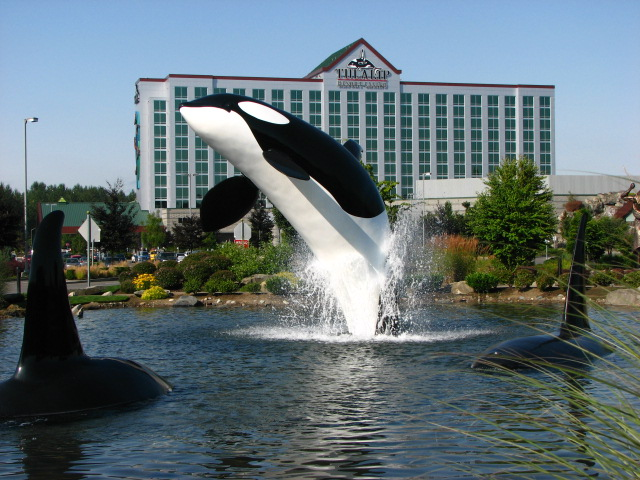
Panoramaaufnahme des Tulalip Resort 51

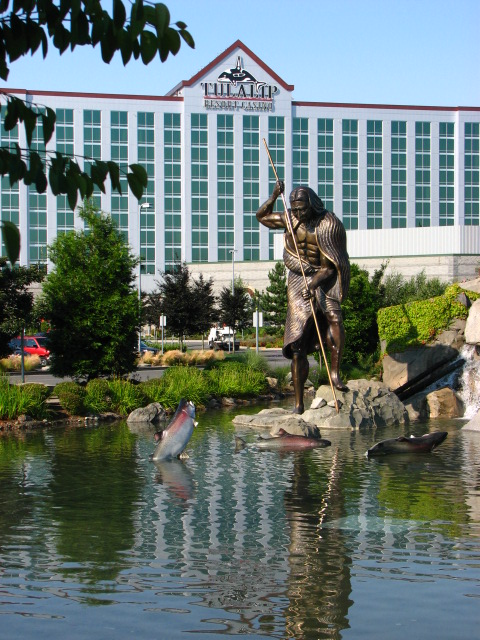
Nahaufnahme des Tulalip Resort 51 mit Bronzeskulptur

Der Stamm unterliegt seit 1936 einer Verfassung und Statuten. Ein Verwaltungsrat ist für die Stammesangelegenheiten zuständig. Ausschüsse verwalten Ländereien, Pacht, Kredite, Erziehung, Einschreibung von Stammesmitgliedern, Wasserressourcen und Straßen, Jagd, Fischfang und Unterhaltungswesen. Der Stamm hat bisher keinen Antrag als Rechtsnachfolger für Stammesansprüche bei der Indian Claims Commission eingereicht.
Das Reservat hat knapp 30 km Strand und an der Tulalip Bay wurden Strandhäuser gebaut, die der Stamm vermietet. Dazu hat der Stamm eine kleine Insel gekauft, die Baby Island heißt und wegen ihrer Muscheln bekannt ist.
Zu den wichtigsten Unternehmungen des Stammes gehört das Casino an der Interstate 5 (Quil Ceda Village), das ab Juni 1983 für 72 Millionen US-Dollar errichtet wurde und nur noch teilweise als Glücksspielstätte fungiert. In der Einkaufs-Mall befinden sich inzwischen über 100 Läden. 2008 soll dort ein 400-Zimmer-Resort eröffnet werden. Weitere Unternehmungen sind eine Kabelfernseh-Gesellschaft, die North West Indian News (seit 2003), eine Bootsanlegestelle und ein Bootsgeschäft, eine Alkoholverkaufsstelle und eine Leasing-Gesellschaft. Der Stamm plant jetzt ein 2.000 Acre großes Industriegebiet abseits der Interstate 5. Boeing gab im Juli 2001 ein geleastes Grundstück zurück.
Viele Stammesmitglieder sind trotzdem immer noch Fischer und Holzfäller. Anfang 2008 erhielten dementsprechend zwei Lachsrettungsprogramme am Snohomish und am Stillaguamish River Zuschüsse von 1,1 Millionen US-Dollar. Allein die Stammesverwaltung beschäftigt mehr als 300 Menschen.
Die Schüler gehören dem Marysville School District an, der auch für die gleichnamige Stadt zuständig ist. Die Tulalip betreiben eine Montessori-Schule und unterstützen ein höheres Schulprogramm. Darüber hinaus gibt es in Zusammenarbeit mit dem Everett Community College ein Ausbauprogramm.
Viele dienstleistungsorientierte Programme stehen für Stammesmitglieder zur Verfügung, so zum Beispiel in der Gesundheits- und Zahnklinik, dazu kommen Apotheken, ein staatlich lizenziertes Erholungsheim und ein Altersheim. Die Tulalip Housing Authority (Tulalip-Hausgesellschaft) besaß um 2000 157 Sozialhäuser und 138 Mieteinheiten.
Seit 2001 hat sich eine enge Kooperation mit den Farmern entwickelt, nachdem der Stamm und die Bauern sich über Jahrzehnte misstrauten. Seit 2003 betreiben sie eine gemeinsame Biogasanlage.
In den 1960er Jahren entwickelte Thomas Hess, Linguistik-Professor an der University of Washington ein phonetisches Alphabet für das Lushootseed, die Sprache der Tulalip und zahlreicher verwandter Gruppen.
Hess wurde von Vi Hilbert unterstützt, einem Mitglied der Upper Skagit. Hess verstarb 2009, Hilbert bereits 2008. Die Schrift besteht aus 47 Zeichen, seither wird sie wieder unterrichtet. 1992 sprachen nur noch 17 Ältere die Sprache der Tulalip. So richtete man das Tribal Cultural Resources Department ein, das versucht, Sprache und Kultur des Stammes zu retten. Im Mai 2004 unterzeichneten der Stamm und die Regierung ein Abkommen, das in wesentlichen Bereichen der Kultur und der Gesellschaft für Unterstützung sorgt. Es wurde dort unterzeichnet, wo 1855 der Vertrag von Point Elliott unterzeichnet wurde. Im Jahr 2010 beschäftigte der Stamm 12 Lehrer, die Lushootseed an mehreren Schulen unterrichten, darüber hinaus lernen in den dazu organisierten Lagern rund 200 Schüler die Sprache.
Anfang 2008 nahm der erste Fernsehsender eines Indianerstamms, der in den gesamten USA zu empfangen ist, den Sendebetrieb auf. Der Sender heißt KANU TV und steht in Marysville, er kann auch über das Internet empfangen werden. Er sendet inzwischen auch in Lushootseed.
Vom 27. bis 29. Februar 2008 war der Stamm Gastgeber des Coast Salish Gathering, einer von zahlreichen Küsten-Salish-Stämmen beschickten Versammlung.